# Mesochorus atriventris
Mesochorus atriventris là một loài tò vò trong họ Ichneumonidae.